# Sven Ehrig
Sven Ehrig (* 26. Juni 2000 in Kiel) ist ein deutscher Handballspieler. Er spielt beim dänischen Erstligisten Team Tvis Holstebro auf Rechtsaußen.

## Karriere
Sven Ehrig begann das Handballspielen im Alter von vier Jahren beim TSV Klausdorf. Anschließend spielte Ehrig beim Ellerbeker TV und der HSG Mönkeberg-Schönkirchen, bevor er ab 2014 für den THW Kiel auflief. Nach fünf Jahren, in denen er in der B-Jugend, der A-Jugend und der U23-Mannschaft des THW spielte, wechselte er 2019 zum Drittligisten TSV Altenholz. Im November 2019 wurde der 1,97 Meter große Linkshänder mit einem  bis zum Ende der Saison 2019/20 geltenden Zweitspielrecht für die Bundesligamannschaft des THW Kiel ausgestattet. Am 17. November 2019 kam er beim 32:23-Heimsieg der Kieler gegen die TSV Hannover-Burgdorf zu seinem ersten Einsatz in der Bundesliga. Mit Kiel gewann er 2020 die deutsche Meisterschaft, den DHB-Supercup und die EHF Champions League. Anschließend unterschrieb Ehrig einen Zweijahresvertrag beim THW Kiel, jedoch war er bis 2021 weiterhin per Zweitspielrecht für den TSV Altenholz spielberechtigt. 2021 gewann er seine zweite deutsche Meisterschaft sowie erneut den DHB-Supercup. 2022 folgte der Gewinn des DHB-Pokals und des DHB-Supercups. Den Großteil der Meistersaison 2022/23 verpasste er wegen eines im September 2022 erlittenen Kreuzbandrisses.
Im Februar 2024 gab der THW Kiel bekannt, dass der zum Saisonende auslaufende Vertrag mit Ehrig nicht verlängert wird. Seit Sommer 2024 läuft Ehrig in Dänemark für Team Tvis Holstebro auf.

## Familie
Sven Ehrig ist der Sohn des ehemaligen Handballtorwarts Thorsten Ehrig, der von 1985 bis 1996 beim THW Kiel spielte.